# Patrzyków (stacja kolejowa)
Patrzyków – stacja kolejowa w Patrzykowie, w województwie wielkopolskim, w Polsce. 
Stacja została zlikwidowana w latach 1997-1998. W 2021 gmina Kramsk zawnioskowała o odtworzenie punktu jako przystanku osobowego w zmienionej lokalizacji. Dnia 16 sierpnia 2023 roku rozpoczęła się odbudowa przystanku osobowego Patrzyków. Termin zakończenia prac związanych z odbudową przystanku osobowego szacowany był na koniec 2023 roku, jednak nastąpiło opóźnienie. W roku 2024 stacja Patrzyków została otwarta.